# 조환길
조환길(曺煥吉, 1954년 11월 7일 ~ )은 대한민국 가톨릭 성직자이다. 세례명은 타대오이다. 2010년 11월 4일 제10대 천주교 대구대교구장에 임명되었다. 또한, 2007년 10월부터 현재까지 한국 천주교 주교회의 매스컴위원회 위원장 및 사회주교위원회 위원, 2009년 8월부터 현재까지 성직주교위원회 위원과 시복시성주교특별위원회 위원 등을 맡아오고 있다.

## 일대기
조환길은 1954년 11월 7일 대구 달성에서 조순조(레이문도)와 나일남(임파) 사이에 5남 3녀 중 여섯째로 태어났다. 그의 집안은 3대째 가톨릭 신앙을 이어온 가정이다. 1981년 3월 19일 사제품을 받았다. 이후 대덕본당과 복자본당의 보좌신부, 군종사제, 덕수본당·형곡본당 주임신부 등 일선 본당과 대구대교구 사목국 사도직 담당, 대구대교구 사목국장, 대구대교구 사무처장, 관덕정순교기념관장(겸), 매일신문사 사장 등 특수사목직을 두루 경험한 그는 대구대교구 역사에 중요한 전환점이 된 제1차 대구대교구 시노드 당시 사목국장과 사무처장을 겸임하며 대구 대교구 발전의 초석을 다졌다. 또한, 전신마비 장애인인 이상열(바오로)씨와의 인연으로 비영리 장애인 복지시설인 베들레헴 공동체를 설립하기도 하였다.
2007년 3월 23일 대구대교구 보좌주교이자 아비르 마유스 명의주교에 임명됐다.
같은 해 4월 주교품을 받고 교구 총대리로 봉직해 오다가 2009년 8월 18일 대구대교구장 최영수(요한) 대주교의 사임에 따라 교구장 직무대행으로 대구대교구를 14개월여 동안 임시 사목하였다. 조 주교는 부교구장 주교와는 달리 교구장 계승권이 없는 보좌주교 직책에 있었지만, 2010년 11월 4일 교황 베네딕토 16세에 의해 대구대교구 교구장에 임명되고 대교구의 교구장은 대주교직이므로 대주교로 승임되었다. 또한, 대구관구 관구장 주교 직무도 자동으로 맡게 되었다.
조환길 대주교의 착좌식은 동년 12월 20일 오후 2시에 대구가톨릭대학교 성 김대건 안드레아 기념관에 거행되었다. 당시 조 대주교의 착좌식에는 주한 교황대사 오스발도 파딜랴 대주교를 비롯한 한국 교회 주교단, 대구대교구 소속 사제단과 수도자, 평신도 등 3,500여 명이 참례하였다.

## 문장
조환길 대주교의 문장은 전체적으로 주교의 전통적 상징인 갈레로와 주교 지팡이, 신앙의 수호를 상징하는 방패를 시각적으로 표현하였다. 십자가와 십자가 가운데 있는 다윗의 별은 예수 그리스도를 상징하며, 그리스도의 십자가를 통하여 하늘(청색-구원)과 땅(적색-사랑)이 연결되고 하느님 사랑과 구원이 온 세상에 실현됨을 나타낸다. 방패 상단의 불꽃은 성령강림절에 성령이 성모 마리아와 사도들 머리 위에 내려온 것을 형상화한 것으로 성모 마리아를 중심으로 교회가 하나로 일치되는 모습을 담았으며, 하단의 Α(알파)와 Ω(오메가)는 시작이며 마침인 예수 그리스도와 하느님 나라의 영원함을 표현했다. 성모 마리아의 모습은 대구대교구의 제1주보성인인 루르드의 성모 마리아이며 마리아의 이니셜인 ‘M’을 기도 손 모양으로 형상화했다.
사목 표어 ‘처음과 같이 이제와 항상 영원히’는 하느님 나라가 영원히 이어지기를 바라는 마음과 사제서품 때 서원한 처음의 마음이 영원히 이어지기를 원하는 뜻을 담고 있다.